# Light on a Distant Shore
| Recensione | Giudizio |
| ---------- | -------- |
| AllMusic   | [ 1 ]    |

Light on a Distant Shore è un album discografico degli Ossian, pubblicato dall'etichetta discografica Iona Records nel 1986.

## Tracce
Brani composti da: William Jackson, George Jackson, John Martin, Iain MacDonald, Tony Cuffe, eccetto dove indicato.
Lato A
1. Johnny Todd* / Far from Home – 5:20 (Tony Cuffe*)
2. I) It Was All for Our Rightful King II) La chanson des livrées III) The Sun Rises Bright in France – 10:27
3. Mrs. Stewart of Grantully / Be sud an'Gille Truagh – 4:49

Lato B
1. Jamie Raeburn / The Broomielaw* – 5:55 (William Jackson*)
2. Light on a Distant Shore – 15:40 (William Jackson)

## Musicisti
- Tony Cuffe - voce, chitarra, tiple, whistle
- John Martin - fiddle, viola, voce
- Iain MacDonald - highland pipes, flauto, whistle
- William Jackson - uileann pipes, arpe, whistle, voce
- George Jackson - fiddle, cittern, whistle

Note aggiuntive
- Ossian - produttori, arrangiamenti (eccetto brano: A2)
- William Jackson - arrangiamenti (solo brano: A2)
- Registrato e mixato al Cava Sound Workshop di Glasgow, Scozia nel luglio 1986
- Robin Rankin - ingegnere delle registrazioni
- Colin Browne / Dean Park Associates - design album[3]